# Joachim (Vorname)
Joachim ist ein deutscher, französischer und polnischer männlicher Vorname.

## Herkunft und Bedeutung
Joachim ist die kontrahierte Form entweder des hebräischen Namens Jojakim oder Jojachin. Bei beiden Namen handelt es sich um theophore Satznamen.
Jojakim (hebräisch יְהוֹיָקִים jəhōjākim) setzt sich aus dem Gottesnamen יהוה jhwh und dem Element קום kwm zusammen: „der Herr hat (wieder) erstehen lassen“.
Jojachin (hebräisch יְהוֹיָכִין jəhōjāchin) setzt sich aus dem Gottesnamen יהוה jhwh und dem Element כון kwn zusammen: „der Herr stellt auf“, „der Herr bestätigt“, „der Herr verleiht Beständigkeit“.
Beide waren laut dem Tanach Könige des Reiches Juda aus der David-Dynastie.

## Verbreitung
Im Mittelalter breitete sich der Name Joachim aufgrund der Popularität des Heiligen Joachims im christlichen Europa aus.
Beliebt wurde der Name Joachim im deutschsprachigen Raum nach der Reformation. Häufig findet er sich in norddeutschen Quellen des 16. und 17. Jahrhunderts in der heute nicht mehr gebräuchlichen Kurzform Chim.
Anfang des 20. Jahrhunderts war Joachim in Deutschland ein mäßig verbreiteter Jungenname. Seine Popularität stieg allmählich an, bis er in den 1950er Jahren zu den beliebtesten Jungennamen zählte. Im Jahr 1955 erreichte Joachim mit Rang 9 seine einzige Top-10-Platzierung. Seine Beliebtheit fiel in den 1970er Jahren stark ab. Mittlerweile werden kaum noch Jungen Joachim genannt.
Die Kurzform Jochen wurde in Deutschland bis in die 1990er-Jahre als Vorname häufig vergeben, seitdem sinkt die Häufigkeit.

## Varianten
- Dänisch: Joakim, Jokum, Kim
- Deutsch: Jochen, Jochim
  - Diminutiv: Achim, Jo, Jockel, Jogi
- Finnisch: Joakim, Aki, Jaakkima, Jooa, Kim, Kimi, Ake
- Griechisch: Ἰωακίμ Iōakím, Ἰωακείμ Iōakeim, Ἀχίμ Achím
- Hebräisch: יְהוֹיָכִין jəhōjāchin, יוֹיָכִין jōjāchin, יָכִין jāchin, יְהוֹיָקִים jəhōjākim, יוֹיָקִים jōjākim, יוֹקִים jōkim
- Italienisch: Gioacchino, Gioachino
  - Rätoromanisch: Giuachin, Giohen, Giachen, Jachiam
  - Latein: Ioakeim
- Kroatisch: Joakim
- Mazedonisch: Јоаким Joakim
- Niederländisch: Jochem
- Norwegisch: Joakim, Kim
- Polnisch: (veraltet) Jachym, Jochym Joachym, Achym
- Portugiesisch: Joaquim, Quim
- Russisch: Яким Yakim, Аким Akim, Еким Jekim
- Schwedisch: Joakim, Kim, Jokum
- Serbisch: Јоаким Joakim, Аћим Aćim
- Spanisch: Joaquín, Joaquin
  - Baskisch: Jokin
  - Katalanisch: Joaquim, Chimo, Quim, Ximo
- Tschechisch: Jáchym

### Familienname
Aus dem Vornamen Joachim entstanden auch Familiennamen:

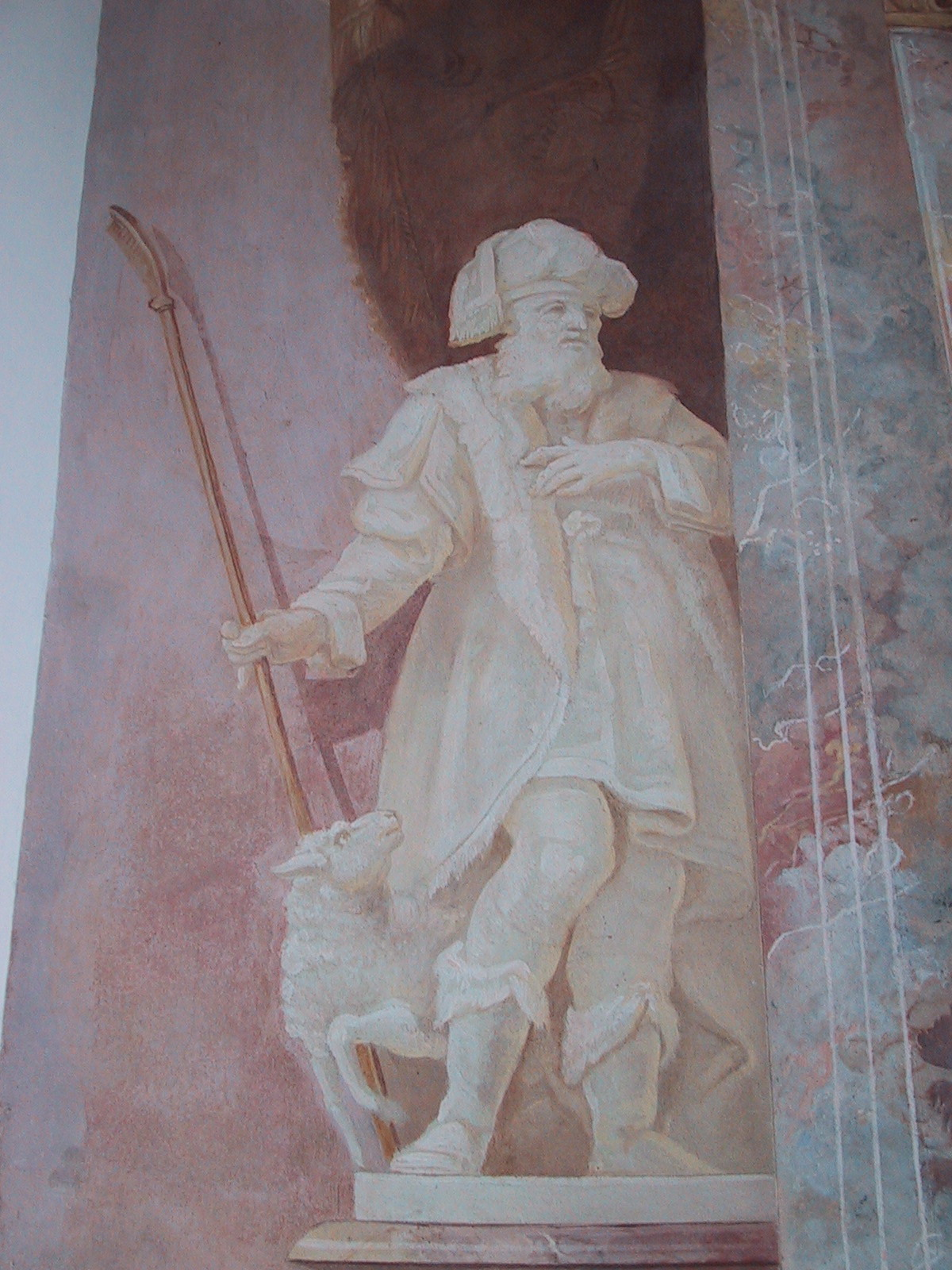
Von Franz Ludwig Herrmann 1750 gemalte Figur des heiligen Joachim am Scheinaltar der Schlosskapelle Mammern

- Joachim
- Joachimmeyer, Joachimsmeier
- Cajochen
- u. a.

## Namenstage
- Joachim, Vater Marias:
  - katholisch und anglikanisch: 26. Juli und 16. August
  - orthodox: 9. September
  - maronitisch: 9. September und 20. November
  - koptisch: 2. April
  - syrisch: 25. Juli
- Aki, Jaakkima: 20. März (in Finnland)
- Joakim: 20. März (in Dänemark, Finnland, Norwegen und Schweden)

## Bekannte Namensträger

### Heiliger
- Joachim (Heiliger), Heiliger der katholischen und orthodoxen Kirche

### Patriarchen
- Joachim I. (Antiochia) von Antiochia (rum-orthodox) (1199–1219)
- Joachim II. (Antiochia) (1411–1426)
- Joachim III. (Antiochia) (1476–1483)
- Joachim IV. (Antiochia) (1543–1576)
- Joachim V. (Antiochia) (1581–1592)
- Joachim VI. (Antiochia) (1593–1604)
- Joachim I. (Alexandria) (1486–1567) von Alexandria
- Joachim I. (Jerusalem) (ca. 1437–ca. 1464) von Jerusalem
- Joachim I. (Konstantinopel) (1498–1502, 1504)

### Herrscher
- Joachim (Anhalt) (1509–1561), Fürst von Anhalt-Dessau
- Joachim von Bredow († 1507), als Joachim I. Bischof von Brandenburg
- Joachim (Münsterberg-Oels) (1503–1562), Herzog von Münsterberg, Herzog von Oels und Graf von Glatz sowie Bischof von Brandenburg
- Joachim (Ortenburg) (1530–1600), Graf von Ortenburg und Herr zu Mattighofen und Neudeck
- Joachim (Fürstenberg-Heiligenberg) (1538–1598), Graf aus dem Adelsgeschlecht der von Fürstenberg
- Joachim d. J. (Pommern), Herzog von Pommern-Stettin (1435–1451)
- Joachim I. (Brandenburg), Kurfürst (1499–1535)
- Joachim II. (Brandenburg), Kurfürst (1535–1571)
- Joachim Ernst (Anhalt), Fürst (1562–1586)
- Joachim Ernst von Anhalt, Herzog (1918)
- Joachim Ernst von Anhalt-Dessau (1592–1615), Erbprinz von Anhalt-Dessau
- Joachim Friedrich (Brandenburg), Kurfürst (1598–1608)
- Joachim Ernst (Brandenburg-Ansbach), Markgraf (1603–1625)
- Joachim Friedrich (Brieg) (1550–1602), Herzog von Liegnitz-Brieg
- Joachim von Brandenburg (1583–1600), Markgraf von Brandenburg
- Joachim Friedrich (Brandenburg) (1546–1608), Kurfürst von Brandenburg, Herzog von Preußen, Administrator von Magdeburg
- Joachim Sigismund von Brandenburg (1603–1625), Markgraf von Brandenburg
- Joachim zu Dänemark, Graf von Monpezat
- Joachim Roell (um 1550–1606), 1592–1606 Fürstabt von Hersfeld
- Joachim von Neuhaus (1526–1565), böhmischer Adliger, Oberstkanzler von Böhmen und Burggraf von Karlstein
- Joachim Ulrich von Neuhaus (1579–1604), böhmischer Adliger und Prager Burggraf
- Joachim Friedrich (Schleswig-Holstein-Sonderburg-Plön) (1668–1722), Herzog von Schleswig-Holstein-Plön
- Joachim Ernst (Schleswig-Holstein-Sonderburg-Plön) (1595–1671), Herzog des Herzogtums Schleswig-Holstein-Plön
- Joachim von Zollern (1554–1587), Graf von Zollern
- Joachim Murat, König von Neapel (1808–1815)

### Würdenträger
- Joachim Karl von Braunschweig-Wolfenbüttel (1573–1615), Dompropst zu Straßburg und Bürgermeister
- Joachim vom Berge (1526–1602), deutscher Diplomat und Staatsmann
- Joachim von Fiore, Abt und Ordensgründer in Kalabrien, Geschichtstheologe

### Weitere

#### Einzelname
- Joachim zu Dänemark (* 1969), Bruder von Frederik X., König von Dänemark

#### Vorname
- Joachim Aigner (* 1976), österreichischer Politiker (MFG)
- Joachim Bauck (1941–2009), deutscher Landwirt und Demeter-Pionier
- Joachim Behne (* 1942), deutscher Brigadegeneral
- Joachim Dikau (1929–2024), deutscher Erziehungswissenschaftler
- Joachim Fickert (* 1947), deutscher Fußballtrainer
- Joachim Fuchsberger (1927–2014), deutscher Schauspieler
- Joachim Gans zu Putlitz (1860–1922), deutscher Theater-Generalintendant und -funktionär
- Joachim Gauck (* 1940), deutscher Bundespräsident
- Joachim Horn-Bernges (* 1949), deutscher Songwriter, -texter, Musikproduzent
- Joachim Jahns (* 1955), deutscher Verleger und Schriftsteller
- Joachim Kaiser (1928–2017), deutscher Kritiker und Literat
- Joachim Kemmer (1939–2000), deutscher Schauspieler und Synchronsprecher
- Joachim Kirchner (1890–1978), deutscher Bibliothekar und Zeitschriftenhistoriker
- Joachim Korn (1919–1994), deutscher Nachrichtentechniker, Rundfunk- und Fernseh-Pionier
- Joachim J. Krause (* 1978), evangelischer Theologe
- Joachim Król (* 1957), deutscher Schauspieler
- Joachim Kühn (* 1944), deutscher Jazzpianist
- Joachim Kühn (* 1955), deutscher Fußballspieler
- Joachim Lang (1940–2018), deutscher Rechtswissenschaftler und Hochschullehrer
- Joachim Langner (1929–2017), deutscher Architekt
- Joachim Latacz (* 1934), deutscher Altphilologe
- Joachim Leitert (1931–2004), deutscher Motorradrennfahrer
- Joachim Lenk (* 1962), deutscher Journalist, Fotojournalist und Autor
- Joachim Löw (* 1960), Trainer der deutschen Fußballnationalmannschaft
- Joachim Hermann Luger (* 1943), deutscher Schauspieler
- Joachim Lüneburg (1512–1588), deutscher Politiker, Bürgermeister von Lübeck
- Joachim Magdeburg (1525–um 1587), deutscher lutherischer Theologe, Kirchenlieddichter und Komponist
- Joachim Mehr (1945–1964), deutscher Tischler, Todesopfer an der Berliner Mauer
- Joachim Meisner (1933–2017), deutscher Theologe, Bischof und Kardinal
- Joachim Merk (* 1976), deutscher Ökonom und Hochschullehrer
- Joachim Merz (* 1948), deutscher Wirtschaftswissenschaftler, Hochschullehrer
- Joachim Morsius (1593–1643), deutscher Universalgelehrter
- Joachim Müncheberg (1918–1943), deutscher Offizier, Pilot und Ritterkreuzträger
- Joachim Mynsinger von Frundeck (1514–1588), deutscher Jurist und Kanzler des Fürstentums Braunschweig-Wolfenbüttel
- Joachim Neander (1650–1680), ev. Kirchenliederdichter – Neandertal ist nach ihm benannt
- Joachim Pape (1923–2006), deutscher Schauspieler
- Joachim Peiper (1915–1976), Standartenführer der Waffen-SS
- Joachim Querfurt († 1698), deutscher Holzbildhauer des Frühbarock
- Joachim Rees (* 1964), deutscher Kunsthistoriker, Hochschullehrer
- Joachim von Ribbentrop (1893–1946), Reichsminister des Auswärtigen
- Joachim von Roebel (1515–1572), deutscher Feldmarschall und Geheimer Kriegsrat
- Joachim Rukwied (* 1961), deutscher Landwirt, Präsident des Deutschen Bauernverbandes
- Joachim Sauer (* 1949), Ehemann der Bundeskanzlerin Angela Merkel
- Joachim Schürmann (1926–2022), deutscher Architekt
- Joachim Schwalbach (* 1948), deutscher Betriebswirt und Hochschullehrer
- Joachim Steinbacher (1911–2005), deutscher Ornithologe
- Joachim von Sternberg (1755–1808), österreichisch-böhmischer Naturforscher und Unternehmer
- Joachim Streich (1951–2022), deutscher Fußballspieler
- Joachim Teege (1925–1969), deutscher Kabarettist
- Joachim Winterscheidt (* 1979), deutscher Fernsehmoderator und Schauspieler, siehe Joko Winterscheidt
- Joachim Yaw (* 1973), ghanaischer Fußballspieler und -trainer

### Kurzform Jochen
- Jochen Behle (* 1960), deutscher Skilangläufer
- Jochen Brauer (1929–2018), deutscher Jazz- und Unterhaltungsmusiker
- Jochen Busse (* 1941), deutscher Schauspieler, Kabarettist und Autor
- Jochen Cornelius-Bundschuh (* 1957), deutscher evangelischer Theologe und Landesbischof
- Jochen Hecht (* 1977), deutscher Eishockeyspieler
- Jochen Horst (* 1961), deutscher Schauspieler
- Jochen Land (* 1977), deutscher Automobilrennfahrer und Motorsportteam-Inhaber
- Jochen Langner (* 1971), deutscher Schauspieler und Regisseur
- Jochen Lenz (1930–2021), deutscher Sportwissenschaftler und Hochschullehrer
- Jochen Mass (1946–2025), deutscher Automobilrennfahrer
- Jochen Mohr (* 1969), deutscher Rechtswissenschaftler, Hochschullehrer
- Jochen Neuhaus (1936–1995) deutscher Schauspieler, Regisseur und Übersetzer
- Jochen Ostheimer (* 1975), deutscher römisch-katholischer Theologe, Hochschullehrer
- Jochen Pommert (1929–2019), deutscher Journalist
- Jochen Rindt (1942–1970), österreichischer Automobilrennfahrer
- Jochen Stay (1965–2022), deutscher Umweltaktivist, Friedensaktivist und Publizist

## Sonstige Namensverwendung
- Orkan Joachim, Sturm in Mitteleuropa, 2011
- Sankt Joachimsthal, heute Jáchymov, und der dort geprägte Joachimstaler